# Estatua de Decébalo
La estatua del rey dacio Decébalo es una escultura de 40 metros de altura, y por tanto la escultura de roca más alta en Europa. Se halla en la orilla rocosa del Danubio, cerca de la ciudad de Orșova, Rumania.
La idea partió del empresario rumano Iosif Constantin Drăgan, historiador que tomó diez años (1994-2004) y empleó a doce escultores para terminarla, con un coste de más de un millón de dólares.
Justo enfrente de la estatua, pero en la costa de Serbia, frente a Rumanía, existe una placa conmemorativa antigua (Tabula Traiana) para recordar las victorias del Imperio romano sobre el reino de Dacia en el año 105.
Bajo el rostro de Decébalo hay una inscripción en latín que dice: DECEBALUS REX - DRAGAN FECIT (‘El rey Decébalo - Hecho por Drăgan’).
Actualmente, en Rumanía se pronuncia «Dechebal» y se escribe Decebal.